# Zoltán Fodor
Zoltán Fodor (ur. 29 lipca 1985 roku w Budapeszcie) – węgierski zapaśnik walczący w stylu klasycznym. Do jego największych sukcesów należą: srebrny medal olimpijski na igrzyskach w Pekinie w 2008 roku oraz mistrzostwo Europy kadetów zdobyte w 2002 roku. Zajął ósme miejsce na mistrzostwach świata seniorów w 2007 i na mistrzostwach Europy w 2009.
Trzeci w Pucharze Świata w 2009 i ósmy w 2006 roku.
Trzykrotny mistrz Węgier w latach: 2007, 2009 i 2010 roku.

## Odznaczenia
- Krzyż Kawalerski Orderu Zasługi Republiki Węgierskiej (cywilny) – 2008[3]